# Чужа Федір Олексійович

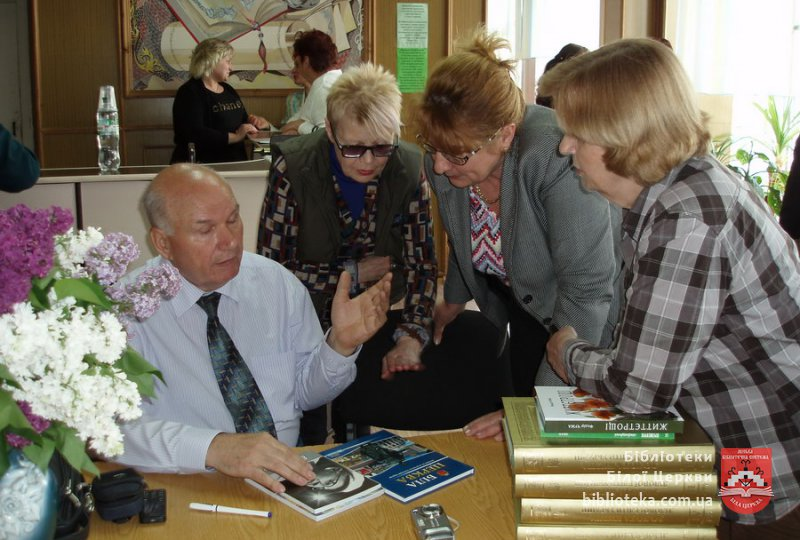
Федір Чужа на презентації своєї книги «Життєтрощі»

Чужа Федір Олексійович (нар. 14 жовтня 1948, Іванівка) — український літератор, журналіст. Лауреат Літературно-мистецької премії імені Івана Нечуй-Левицького.
Керівник прес-служби Міждержавного інституту українсько-казахстанських відносин імені Н. А. Назарбаєва, голова Кременчуцької міської організації НСЖУ та голова Спілки літераторів Кременчука «Славутич».

## Біографічні відомості
Народився 14 жовтня 1948 року в селі Іванівка, нині Білоцерківського району Київської області.
- 1963 — закінчив 8 класів у селі Іванівка.
- 1967 — закінчив Білоцерківський сільськогосподарський технікум.
- 1967—1994 — служба в армії.
- 1970—1974 — курсант, факультет культури Львівського вищого військово-політичного училища.
- 1976 — закінчив факультет журналістики при газеті Білоруського військового округу «Во славу Родины», заочно.
- 1982 — закінчив Університет марксизму-ленінізму (Франкфурт-на-Одері).
- 1994—1997 — відповідальний секретар газети Кременчуцької міської ради «Вісник Кременчука».
- 1997—2005 — головний редактор «Вісник Кременчука».
- 1997 — по сьогодні — голова Кременчуцької міської організації НСЖУ.
- 2001—2007 — голова ради редакторів комунальних ЗМІ Полтавської області.
- 2003 — засновник наукової установи, а з 2013 року керівник прес-служби Міждержавного інституту українсько-казахстанських відносин ім. Н. А. Назарбаєва.
- 2005—2006 — головний редактор газети «Кременчуцька Панорама».
- 2006—2008 — виконавчий директор ТОВ «Панорама Кременчука».
- 2007 — член Спілки літераторів «Славутич» м. Кременчука, а з 2017 голова спілки.
- 2012 — отримав «Золоту медаль української журналістики».

Член Національної спілки журналістів України, член Української асоціації письменників художньо-соціальної літератури, член Спілки літераторів Кременчука «Славутич», член Полтавської спілки літераторів.

## Творча діяльність
Керівник проекту, упорядник, головний редактор двокнижжя «Ангели світла» (книги пам'яті полеглих кременчужан у зоні АТО, 2018, у співавторстві). Твори друкувалися в альманасі сучасної української літератури «Нова проза» (том 24), в альманахах «Кременчук літературний» (№ 6-16), у Всеукраїнських газетах «Українська літературна газета» (2016, 2019), «Зоря Полтавщини» (2005—2019), інших друкованих та електронних виданнях. Автор понад двох тисяч різноманітних за жанрами текстів.

## Книги

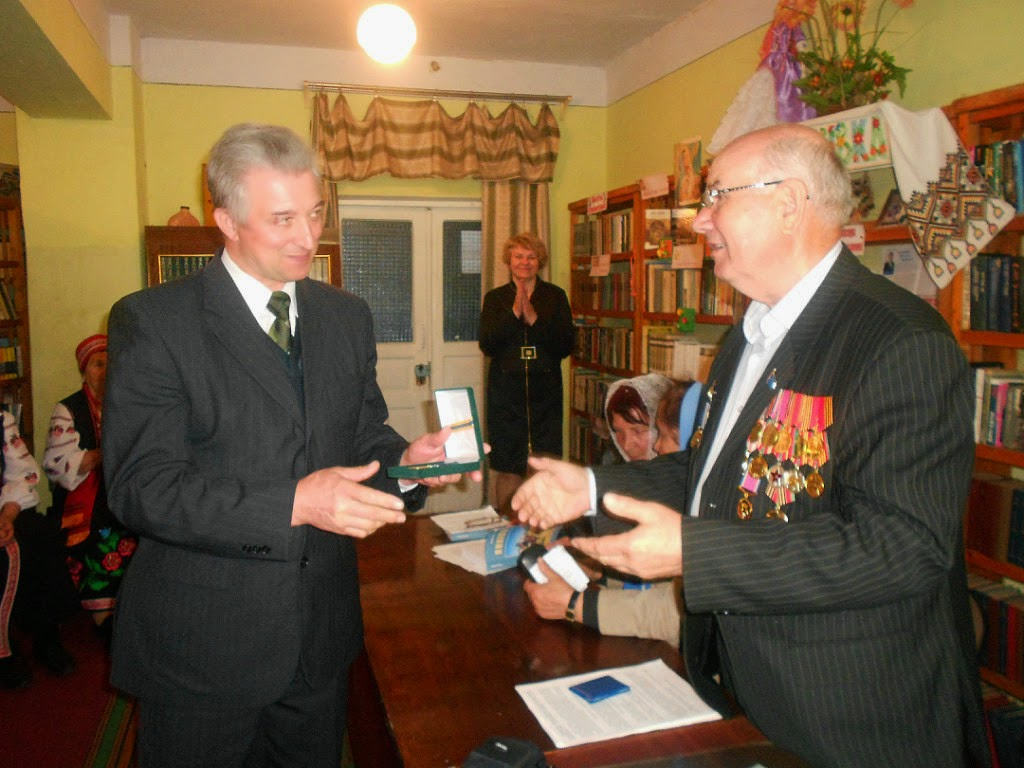
Федір Чужа передає свою нагороду в музей села Іванівки

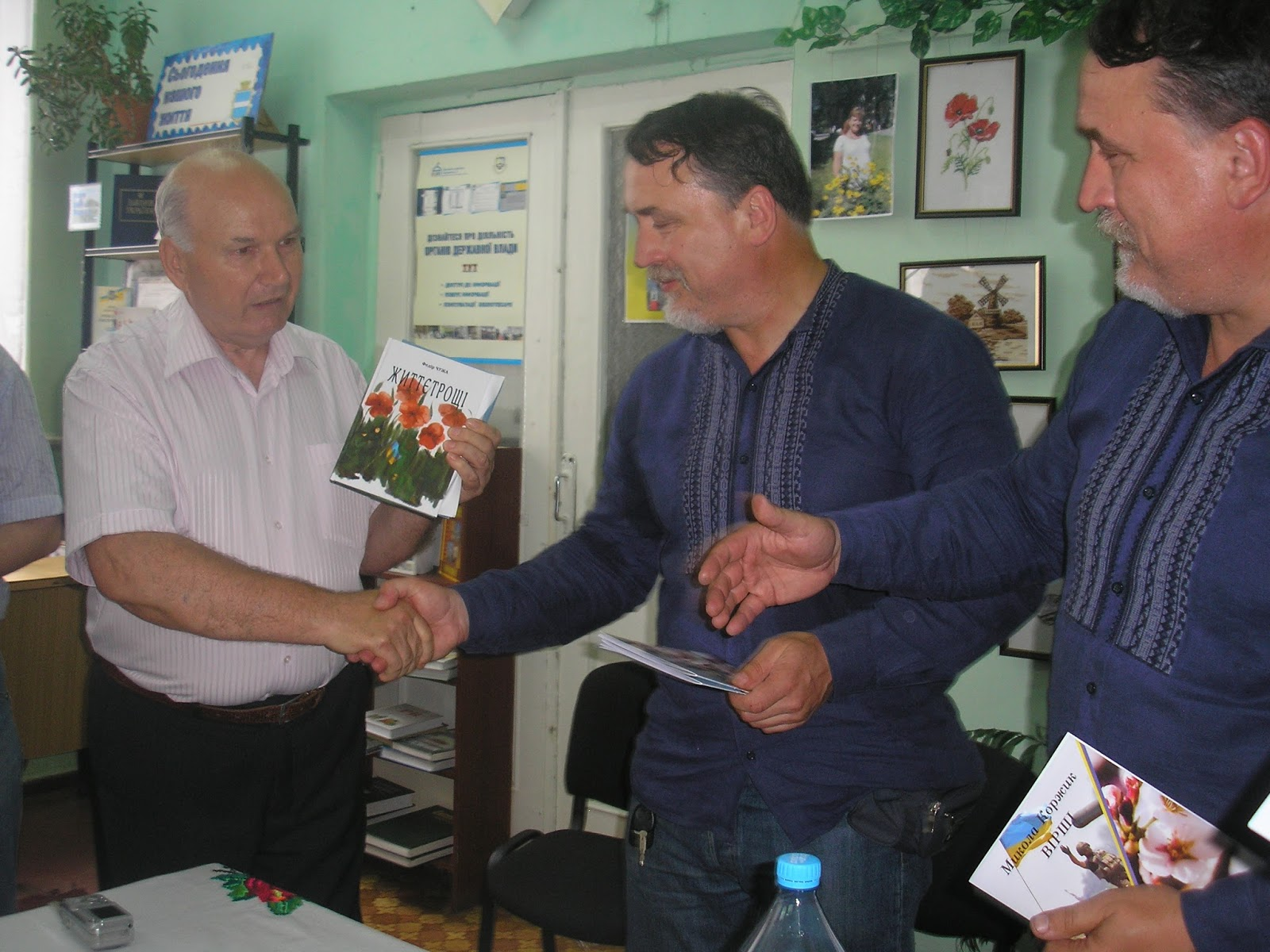
Федір Чужа та брати Капранови обмінюються власними книгами

- «Слід на землі» (2001),
- «Луна й відлуння» — Кременчук: «ФОП Жуков», 2011;
- «На берегах Красної» — Кременчук: Видавництво ПП Щербатих О. В., 2011. — 172 с. ISBN 978-966-8931-96-3;[3]
- «Чиїх батьків ми доньки і сини» — Кременчук: Християнська Зоря, 2012;
- «Святе місце» — Кременчук: Видавництво ПП Щербатих О. В., 2013. ISBN 978-617-639-033-6;[4][5]
- «Від коріння до верхів'я роду» — Кременчук: Видавництво ПП Щербатих О. В., 2013. ISBN 978-617-639-5;[6][7]
- «Одщібнюки» — Кременчук: Видавництво ПП Щербатих О. В., 2014.

- «Янківці» — Кременчук: Видавництво ПП Щербатих О. В., 2014. ISBN 978-617-639-049-7;[8][9]
- «Життєтрощі» — Кременчук: Видавництво ПП Щербатих О. В., 2016. ISBN 978-617-639-096-1;[10]
- «Помежи словом і людьми» — Кременчук: Видавництво ПП Щербатих О. В., 2016;
- «Обірвана струна» — Кременчук: Видавництво ПП Щербатих О. В., 2016 ;
- «Слово про Слово» — Кременчук: Видавництво ПП Щербатих О. В., 2017. ISBN 978-617-639-117-3;[11]
- «На вітрилах слова» — Кременчук: Видавництво ПП Щербатих О. В., 2017. ISBN 978-617-639-9;[12]
- «Ангели Світла». Книга перша, упорядник — Кременчук: Видавництво ПП Щербатих О. В., 2017. ISBN 978-517-639-147-0;[13]
- «Ангели Світла». Книга друга, упорядник — Кременчук: Видавництво ПП Щербатих О. В., 2018. ISBN 978-617-639-161-6;[14]
- «Кременчук літературний». Альманах, упорядник. Випуск 13 / Спілка літераторів «Славутич». — Кременчук: Видавництво ПП Щербатих О. В., 2018. — ISBN 978-617-639-180-7;
- «Кременчук літературний». Альманах, упорядник. Випуск 14 / Спілка літераторів «Славутич». — Кременчук: Видавництво ПП Щербатих О. В., 2018. ISBN 978-617-639-189-0;
- «Історія великого роду, або Чиїх батьків ми доньки і сини». Книга друга. — Кременчук: Видавництво ПП Щербатих О. В., 2019;
- «У лабіринтах життя» — Кременчук: Видавництво ПП Щербатих О. В., 2019. ISBN 978-617-639-209-5;[15]
- «Кременчук літературний». Альманах, упорядник. Випуск 15 / Спілка літераторів «Славутич». — Кременчук: Видавництво ПП Щербатих О. В., 2019. ISBN 978-617-639-238-5;
- «Кременчук літературний». Альманах, упорядник. Випуск 16 / Спілка літераторів «Славутич». — Кременчук: Видавництво ПП Щербатих О. В., 2019. ISBN 978-617-639-239-2;
- «Малювання словом». Рецензії та відгуки, оповідання. Видання друге, доповнене, зі змінами. — Кременчук: видавець ПП Щербатих О. В., 2020. — 400 с. ISBN 978-617-639-262-0;
- «Кременчук мистецький»: художній альбом /автор та упорядник Ф. О. Чужа.  – Кременчук: Видавець О. В. Щербатих, 2021. — 260 с., ISBN 978-617-639-320-7.[16]
- «Перерване танго». Повість / Федір Чужа. — Кременчук: Видавець ПП Щербатих О. В., 2022—264 с. ISBN 978-617-639-325-2.
- «Незагойні рани»: Документально-художня повість / Федір Чужа. — Кременчук: Видавництво «НОВАБУК», 2022—168 с. ISBN 978-617-639-358-0

## Нагороди і премії
- Медаль «Захиснику Вітчизни».
- Відзнака «Ветеран військової служби».
- Медаль Жукова.
- Медаль «60 років Збройних Сил СРСР».
- Медаль «70 років Збройних Сил СРСР».
- Медаль «За бездоганну службу» (СРСР) I ст.
- Медаль «За бездоганну службу» (СРСР) II ст.
- Медаль «За бездоганну службу» (СРСР) III ст.
- Орден «Козацька честь» (2002).
- Медаль «За розбудову Українського козацтва» (2003).
- Золота медаль української журналістики (2013).
- Медаль «За вірність заповітам Кобзаря» (2014).
- Почесна грамота Полтавської обласної ради (2015).
- Відзнака «За заслуги» (2019).
- Почесний знак Національної спілки журналістів України (2018).
- Лауреат Полтавської обласної журналістської премії ім. Григорія Яценка (2004).
- Дипломант III Міжнародного літературного конкурсу «Місто поезії» «City of Poetri» (Горішні Плавні, 2018).
- Лауреат XIX загальнонаціонального конкурсу «Українська мова — мова єднання» (Одеса, 2018)[17]
- Лауреат IV Міжнародного конкурсу «Місто поезії» «City of Poetri» (Горішні Плавні, 2019).
- Лауреат Літературно-мистецької премії імені Івана Нечуя-Левицького (Київ, УФК імені Бориса Олійника, 2019).[18]
- Лауреат Всеукраїнської літературно-мистецької премії УФК «Шануймо рідне…» імені Данила Бакуменка (Київ, УФК імені Бориса Олійника, 2020).
- Лауреат Міжнародної премії імені Володимира Винниченка в галузі української літератури і мистецтва (Київ, УФК імені Бориса Олійника, 2020).
- Лауреат Міждержавної українсько-казахстанської премії в галузі літератури і мистецтва (Київ, 2020).
- Лауреат літературної премії імені Віктора Баранова (Кременчук, 2020).
- Лауреат Міжнародної літературно-мистецької премії імені Миколи Сингаївського (Київ, 2021).
- Лауреат Міжнародної літературно-мистецької премії «Гілка Золотого каштана» (Київ, 2021).
- Лауреат Міжнародної літературно-мистецької премії імені Бориса Олійника в номінації «проза» за повість «Незагойні рани» (Київ, 2022 р.).
- Лауреат Міжнародної літературно-мистецької премії УФК імені Григорія Сковороди в номінації «мистецтво» за книгу «Кременчук мистецький» (Київ, 2022).